# 周游 (1991年)
周游（1991年5月23日—），中国演员，江苏南京人，曾出演《左耳》《风犬少年的天空》《南京照相馆》等。

## 生平
1991年5月23日，周游出生于江苏省南京市。2008年，周游参加饶雪漫书模选拔，后曾担任饶雪漫《左耳》《沙漏》《离歌》和《秘果》等小说的书模。2013年，出演电视剧《万家有宝》，正式进入演艺圈。2014年，主演广告微电影《看华生如何逆袭夏洛克》。2015年，出演网络单元剧《会痛的十七岁》和电视剧《左耳》。2016年，主演电视剧《非正常事件集》，出演电影《青禾男高》。2017年，主演电影《龙虾刑警》、电视剧《青春抛物线》。2017年，担任浙江卫视真人秀节目《二十四小时第二季》固定主持人。
2018年3月21日，东申未来宣布周游加盟该经纪公司。2018年，凭借电影《镜像人·明日青春》获得第13届华语青年影像论坛年度新锐男演员奖，主演电影《“大”人物》、主演电视剧《我的巴比伦恋人》。2019年，主演校园剧《风犬少年的天空》、电影《野马分鬃》。2020年，主演电视剧《人生若如初见》。2022年，其主演的短片《伶仃》被作为十六届FIRST青年影展超短片单元开幕影片。

## 作品

### 剧集
| 首播年份 | 名称           | 角色   | 备注                 |
| -------- | -------------- | ------ | -------------------- |
| 2013年   | 万家有宝       |        | 参演的第一部影视作品 |
| 2014年   | 清网行动       | 王子豪 | [ 8 ]                |
| 2015年   | 灵魂摆渡2      | 画家   | [ 9 ]                |
| 2015年   | 会痛的17岁     | 李大乐 | [ 10 ] [ 4 ]         |
| 2016年   | 我的岳父会武术 | 周勇   |                      |
| 2017年   | 非正常事件集   | 山子   |                      |
| 2019年   | 青春抛物线     |        |                      |
| 2019年   | 极速救援       |        |                      |
| 2020年   | 迷雾追踪       | 赵伟   |                      |
| 2020年   | 风犬少年的天空 | 刘闻钦 |                      |
| 2021年   | 我的巴比伦恋人 | 段水流 |                      |

### 电影
| 上映年份 | 名称            | 角色   | 备注                 |
| -------- | --------------- | ------ | -------------------- |
| 2017年   | 青禾男高        | 幺鸡   | 男二号，首部电影作品 |
| 2018年   | 镜像人·明日青春 | 梁晖   |                      |
| 2018年   | 龙虾刑警        | 陈笠   |                      |
| 2019年   | “大”人物        | 小伍   |                      |
| 2021年   | 野马分鬃        | 左坤   |                      |
| 2021年   | 1921            | 匡互生 |                      |
| 2021年   | 超级的我        | 富二代 |                      |

## 荣誉
| 年份   | 颁奖单位/活动            | 奖项               | 相关作品角色     | 结果 |
| 2020年 | 第4屆平遙國際電影展      | 費穆榮譽最佳男演員 | 《野馬分鬃》左坤 | 獲獎 |
| 2020年 | 第3届海南島國際電影節    | 年度男演員         | 《野馬分鬃》     | 提名 |
| 2025年 | 第三届中国电视剧年度盛典 | 年度号召力男演员   | 《日光之城》     | 提名 |
| 2025年 | 第三届中国电视剧年度盛典 | 年度新锐           | 不適用           | 獲獎 |